# Torre Mordillo
La torre Mordillo (o Torre del Mordillo) è una torre d'avvistamento risalente all'XI secolo, che dà il nome al sito, che si trova su una collina, oggi nel territorio di Spezzano Albanese (provincia di Cosenza), sovrastante il punto di confluenza dei fiumi Esaro e Coscile, rispettivamente affluente e subaffluente del Crati.
Fa parte del più ampio Parco Archeologico Torre del Mordillo.

## Descrizione
La torre, a pianta circolare e realizzata in muratura piena, è conservata per un’altezza di 7,30 m; il pietrame disperso alla base fa però ipotizzare un’altezza originaria maggiore.

## Storia
Fu eretta intorno XI sec. dai normanni, sull’estremità settentrionale del pianoro in quanto consentiva il controllo visivo di area molto vasta della pianura di Sibari.
È posta a circa 2 km dal Castello di Scribla, fortificazione eretta da Guglielmo d'Altavilla durante la prima fase della conquista normanna della Calabria, per essere poi ceduta a Roberto il Guiscardo, che l'abbandonò in favore del castello di San Marco Argentano.
La torre fu l'ultima fortificazione, in ordine di tempo, di questo luogo che costituì un luogo chiave per il controllo del territorio della piana di Sibari, fino al mar Tirreno.
Dà il nome ad un ampio parco archeologico che fu scoperto inizialmente tra la fine del 1887 e gli inizi del 1888 dal prof. Luigi Viola, allora direttore del Museo archeologico di Taranto, come una necropoli risalente all'Età del Ferro.
I documenti archeologici man mano ritrovati attestano la presenza di vari cicli di insediamento avvenuti in un lungo arco di tempo, dall'inizio dell'età del Bronzo (XVII secolo a.C.) fino ad età ellenistica.
Come ogni centro enotrio, sorse su un’altura dalla spiccata funzione strategica. L’intero pianoro di quattordici ettari poteva ospitare una popolazione ben superiore alle mille unità. Il centro fu occupato dalla media età del bronzo alla fondazione di Sibari (circa 1.700-720 a.C.), con una sequenza continua di abitazione. Le case, seminterrate, erano costruite tramite una struttura portante in legno di quercia, pareti rivestite di argilla e il tetto in canne di palude. Ognuna ospitava una singola famiglia. Gli oggetti rinvenuti fanno pensare a un centro molto fiorente, impegnato nei commerci con i Micenei(1.500-1.150 a.C.), poi con i Ciprioti e i Fenici (1.150-800 a.C.) e infine con i Greci nel periodo antecedente alla colonizzazione (800-720 a.C.).
Nel corso dell’età ellenistica (circa 324-202 a.C.), popolazioni Lucane (Brettii) fecero sorgene una piccola città con una pianta di isolati a scacchiera di tipo greco, cinta da un complesso sistema di fortificazioni che fu testimone di diversi scontri bellici.
La distruzione finale ebbe luogo forse nel periodo della Seconda guerra punica (218 a.C. - 202 a.C.), quando i Brettii combatterono a fianco di Annibale contro i Romani.